# Кремпахи
Кремпахи (пол. Krempachy, нім. Krempach) — село в Польщі, у гміні Новий Торг Новотарзького повіту Малопольського воєводства.
Населення — 1317 осіб (2011).
У 1975-1998 роках село належало до Новосондецького воєводства.

## Демографія
Демографічна структура станом на 31 березня 2011 року:
|          | Загалом | Допрацездатний вік | Працездатний вік | Постпрацездатний вік |
| -------- | ------- | ------------------ | ---------------- | -------------------- |
| Чоловіки | 641     | 156                | 414              | 71                   |
| Жінки    | 676     | 170                | 391              | 115                  |
| Разом    | 1317    | 326                | 805              | 186                  |